# Добрик (Брасовський район)
До́брик (рос. Добрик) — село у Брасовському районі Брянської області Росії. Входить до складу муніципального утворення Добриковське сільське поселення.
Населення — 336 осіб.
Розташоване за 22 км на північний схід від селища міського типу Локоть.
У селі є відділення зв'язку, бібліотека.

## Історія
Згадується з 1620-х рр. в складі Брасовського стану Севського повіту. Спочатку — село парафії села Колошичі. З 1720 року — село з храмом Святого Георгія. У 1876—1883 рр. був побудований кам'яний храм Знамення Богородиці (частково зберігся, вимагає відновлення).
З 1741 року — володіння Апраксиних. З 1861 року — центр Добрицької волості, з 1880-х рр. у Литовенській (Дівицької) волості, з 1924 у складі Брасовської волості. У 1877 році була відкрита земська школа.
З 1929 року в складі Брасовського району; до 2005 року — центр Добриковської сільради.

## Відомі люди
Видатний вихідець села Добрик — Осадчий Володимир Іванович, діяч в галузі гідрометеорології, член-кореспондент НАН України, доктор географічних наук, директор Українського гідрометеорологічного інституту.